# Мелоклетский
Мелоклетский — хутор в Клетском районе Волгоградской области России. Входит в состав Клетского сельского поселения. Население 232 чел. (2010) .

## История
В соответствии с Законом Волгоградской области от 14 февраля 2005 года № 1003-ОД «Об установлении границ и наделении статусом Клетского района и муниципальных образований в его составе», хутор вошёл в состав образованного Клетского сельского поселения.

## География
Расположен в северо-западной части региона, у р. Дон. Находится примерно в 3 километрах от районного центра станицы Клетская.
Уличная сеть состоит из двух географических объектов: ул. Им Сухорукова И. Ф. (в честь Героя Советского Союза, земляка, казака Ивана Фёдоровича Сухорукова (1894—1963)), ул. Набережная (по р Дон).
Абсолютная высота 60 метров над уровнем моря.

## Население
| 2010 |
| ---- |
| 232  |

Гендерный состав
По данным Всероссийской переписи населения 2010 года в гендерной структуре населения из 232 человек мужчин — 109, женщин — 123 (47,0 и 53,0 % соответственно).
Национальный состав
Согласно результатам переписи 2002 года, в национальной структуре населения
русские составляли 97 % от общей численности населения в 230 чел..

## Инфраструктура
Развитое сельское хозяйство. Личное подсобное хозяйство.

## Транспорт
подъезд от автомобильной дороги «Лог — Новогригорьевская — Клетская — Распопинская — Серафимович» к х. Мелоклетский (идентификационный номер 18 ОП РЗ 18К-23-3).